# Faculdade de Medicina da Universidade Federal de Juiz de Fora
A Faculdade de Medicina da Universidade Federal de Juiz de Fora (FM - UFJF), foi criada na década de 50. Atualmente a Faculdade de Medicina se localiza ao lado do HU/CAS, próximo ao campus da UFJF, na cidade de Juiz de Fora.
A graduação de Medicina da UFJF é realizada em 6 anos, em sistema semestral, dividida em 12 períodos. Atualmente, os 8 primeiros períodos correspondem ao curso teórico e os 4 últimos ao curso profissionalizante (Internato Médico Obrigatório). A Faculdade de Medicina da UFJF conta com dois Hospitais Universitários - sede Santa Catarina e sede Dom Bosco (HU/CAS).

## Conceito de curso

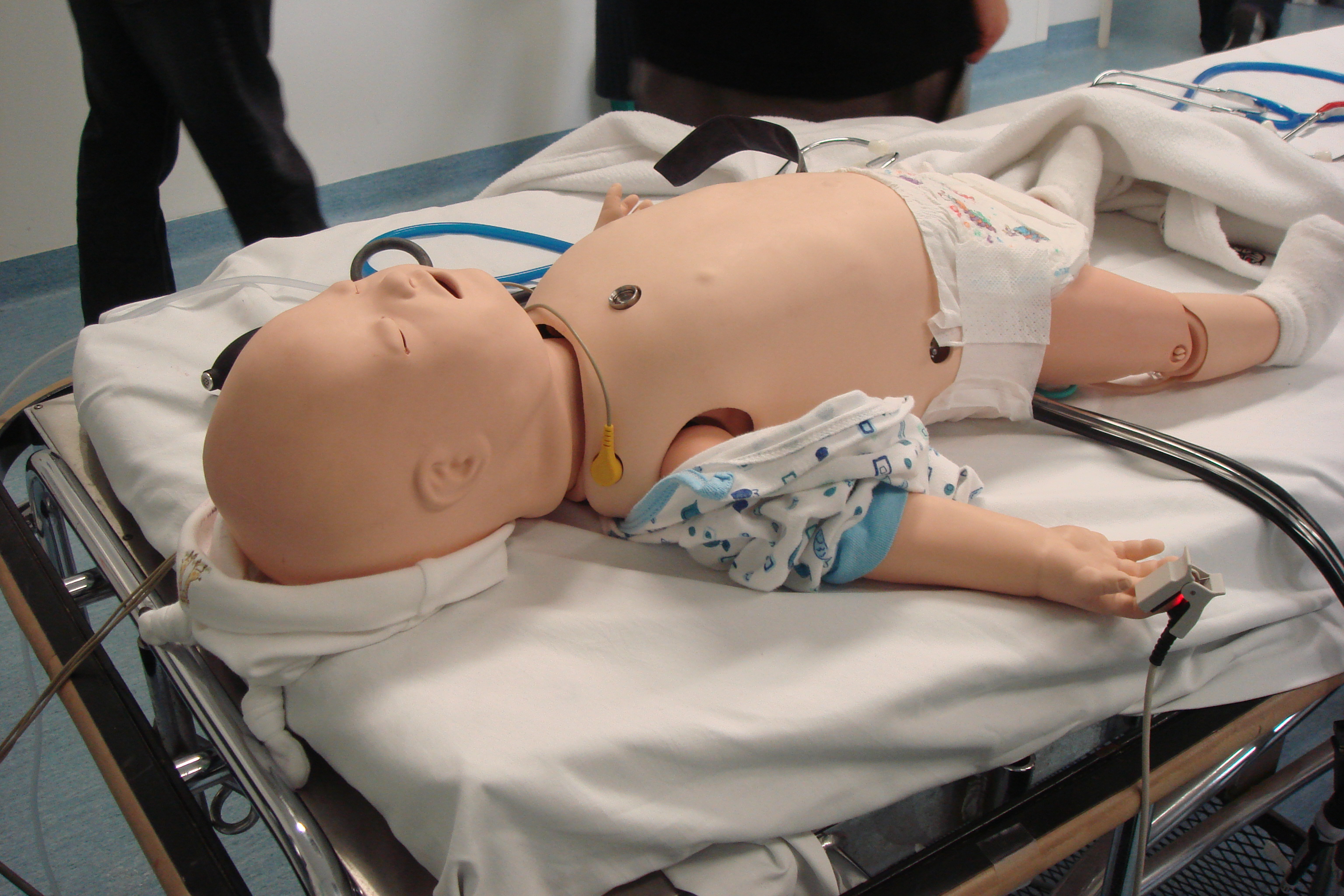
Exemplo de manequim de simulação médica: SimBaby

O curso de medicina garantiu o conceito máximo (conceito 5) em avaliação do INEP/MEC (Ministério da educação).
A Faculdade de Medicina da Universidade Federal de Juiz de Fora é a primeira na América Latina a ter ultrassonografia clínica no currículo (Ecografia clínica). O objetivo é disseminar o uso do ultrassom já na consulta e não como um exame complementar. O programa foi desenvolvido com base no método proposto pelo professor Richard Hoppmann, da University of South Carolina School of Medicine. 
A Faculdade conta com recursos didáticos avançados, como simuladores de situações clínicas de risco, como parto, crises de hipertensão etc. O laboratório possui 3 aparelhos (SimMan, homem adulto, SimBaby, bebê, e SimMom, grávida).

## Núcleo de Pesquisa em Espiritualidade e Saúde (NUPES)
Participante do Programa de Pós-Graduação em Saúde da UFJF, o NUPES foi criado e é dirigido pelo psiquiatra e parapsicólogo espírita Alexander Moreira-Almeida, contando com uma ampla gama de pesquisadores em âmbito nacional e internacional. O NUPES tem por missão "desenvolver pesquisas interdisciplinares de excelência sobre as relações entre espiritualidade e saúde" e também "provê informações atualizadas e confiáveis à população através de constantes entrevistas à imprensa falada, escrita e televisiva."